# Terre del Colleoni
Terre del Colleoni è la  denominazione di origine controllata e garantita di un vino rosso prodotto in provincia di Bergamo.

## Zona di produzione
La zona di produzione delle uve comprende le aree vitate presenti nei comuni di
Albano Sant'Alessandro, 
Almè, 
Almenno San Salvatore, 
Almenno San Bartolomeo, 
Alzano Lombardo, 
Adrara San Rocco, 
Adrara San Martino, 
Ambivere, 
Bagnatica, 
Barzana, 
Bergamo, 
Berzo San Fermo,  
Bolgare, 
Bonate Sotto, 
Bonate Sopra, 
Borgo di Terzo, 
Brembate di Sopra, 
Brusaporto, 
Calusco d'Adda, 
Caprino Bergamasco, 
Carobbio degli Angeli, 
Carvico, 
Castelli Calepio,  
Cenate Sopra, 
Cenate Sotto, 
Chignolo d'Isola, 
Chiuduno, 
Cisano Bergamasco, 
Costa di Mezzate,
Credaro, 
Curno, 
Entratico, 
Foresto Sparso, 
Gandosso, 
Gorle,
Gorlago, 
Grumello del Monte, 
Luzzana, 
Mapello, 
Montello, 
Mozzo, 
Nembro, 
Paladina, 
Palazzago, 
Pedrengo, 
Ponteranica, 
Ponte San Pietro, 
Pontida, 
Pradalunga,  Predore, 
Presezzo, 
Ranica, 
San Paolo d'Argon, 
Sarnico, 
Seriate, 
Scanzorosciate, 
Sorisole, 
Sotto il Monte Giovanni XXIII, 
Telgate, 
Terno d'Isola, 
Torre Boldone, 
Torre de' Roveri, 
Trescore Balneario, 
Valbrembo, 
Viadanica, 
Vigano San Martino, 
Villa d'Adda, 
Villa d'Almè, 
Villa di Serio, 
Villongo, 
Zandobbio, 
in provincia di Bergamo.

## Storia
A seconda degli autori la viticoltura nel Bergamasco viene riferita al periodo etrusco o romano. Ne accennano Plinio e Giulio Cesare. Dopo l'abbandono all'arrivo dei popoli barbarici, il vino tornò a interessare in epoca comunale: riferimenti precisi giungono da Pier De Crescenzi e Castelo Castelli nel XIV secolo. A seguire, nel Millecinquecento, Agostino Gallo descrive la presenza di vari vitigni; verso la fine del XVIII secolo Tomini Foresti segnala alcune varietà bergamasche coltivate. Negli anni Cinquanta del XX secolo Bruno Marangoni pubblica "Note di viticoltura bergamasca", dove cita la diffusioni di vitigni antichi e recenti.

## Tecniche di produzione
Le operazioni di vinificazione devono essere effettuate all’interno del territorio amministrativo della provincia di Bergamo.
La spumantizzazione avviene con il metodo classico e il vino deve permanere sulle fecce per quindici mesi, che diventano ventiquattro se millesimato. La tappatura ca effettuata esclusivamente con tappo di sughero a fungo e ancoraggio a gabbietta.
L'indicazione dell'annata di produzione delle uve è obbligatoria per tutte le tipologie, fatta esclusione per lo spumante non millesimato in etichetta.

## Disciplinare
La DOC è stata approvata con DM 21.02.2011, G.U. 55

Successivamente il disciplinare ha subito le seguenti modifiche:
- DM 30.11.2011 pubblicato sul sito ufficiale del Mipaaf
- DM 7.03.2014 pubblicato sul sito ufficiale del Mipaaf

La versione in vigore è stata approvata con DM 11.06.2014 pubblicato sul sito ufficiale del Mipaaf

## Tipologie

### Pinot bianco
Sono previste anche le versioni Frizzante e Spumante (da extra brut a secco)
| uvaggio                        | Pinot bianco 85% minimo |
| titolo alcolometrico minimo    | 11,00% vol.             |
| acidità totale minima          | 4,50 g/l. 1             |
| estratto secco minimo          | 15,00 g/l               |
| resa massima di uva per ettaro | 120 q.                  |
| resa massima di uva in vino    | 70 %                    |

1Acidità totale minima dello spumante: 5,50% vol.

### Pinot grigio
Sono previste anche le versioni Frizzante e Spumante (da extra brut a secco)
| uvaggio                        | Pinot grigio 85% minimo |
| titolo alcolometrico minimo    | 11,00% vol.             |
| acidità totale minima          | 4,50 g/l. 1             |
| estratto secco minimo          | 15,00 g/l               |
| resa massima di uva per ettaro | 120 q.                  |
| resa massima di uva in vino    | 70 %                    |

1Acidità totale minima dello spumante: 5,50% vol.

### Chardonnay
Sono previste anche le versioni Frizzante e Spumante (da extra brut a secco)
| uvaggio                        | Chardonnay 85% minimo |
| titolo alcolometrico minimo    | 11,00% vol.           |
| acidità totale minima          | 4,50 g/l. 1           |
| estratto secco minimo          | 15,00 g/l             |
| resa massima di uva per ettaro | 120 q.                |
| resa massima di uva in vino    | 70 %                  |

1Acidità totale minima dello spumante: 5,50% vol.

### Incrocio Manzoni
Sono previste anche le versioni Frizzante e Spumante (da extra brut a secco)
| uvaggio                        | Manzoni bianco 85% minimo |
| titolo alcolometrico minimo    | 11,00% vol.               |
| acidità totale minima          | 4,50 g/l. 1               |
| estratto secco minimo          | 15,00 g/l                 |
| resa massima di uva per ettaro | 120 q.                    |
| resa massima di uva in vino    | 70 %                      |

1Acidità totale minima dello spumante: 5,50% vol.

### Moscato giallo
È prevista anche la versione Frizzante
| uvaggio                        | Moscato giallo |
| titolo alcolometrico minimo    | 11,00% vol.    |
| acidità totale minima          | 4,50 g/l.      |
| estratto secco minimo          | 15,00 g/l      |
| resa massima di uva per ettaro | 120 q.         |
| resa massima di uva in vino    | 70%            |

### Moscato giallo passito
| uvaggio                            | Moscato giallo |
| titolo alcolometrico minimo        | 16,00% vol.    |
| titolo alcolometrico svolto minimo | 9,00% vol.     |
| residuo zuccherino minimo          | 50,00 g/l      |
| acidità totale minima              | 5,00 g/l.      |
| estratto secco minimo              | 18,00 g/l      |
| resa massima di uva per ettaro     | 120 q.         |
| resa massima di uva in vino        | 40%            |

### Schiava
È prevista anche la versione Frizzante
| uvaggio                        | Schiava 85% minimo |
| titolo alcolometrico minimo    | 11,00% vol.        |
| acidità totale minima          | 4,50 g/l.          |
| estratto secco minimo          | 16,00 g/l          |
| resa massima di uva per ettaro | 130 q.             |
| resa massima di uva in vino    | 70%                |

### Merlot
| uvaggio                        | Merlot 85% minimo |
| titolo alcolometrico minimo    | 11,00% vol.       |
| acidità totale minima          | 4,50g/l.          |
| estratto secco minimo          | 16,00 g/l         |
| resa massima di uva per ettaro | 130 q.            |
| resa massima di uva in vino    | 70%               |

### Marzemino
È prevista anche la versione Frizzante
| uvaggio                        | Marzemino 85% minimo |
| titolo alcolometrico minimo    | 11,00% vol.          |
| acidità totale minima          | 4,50 g/l.            |
| estratto secco minimo          | 16,00 g/l            |
| resa massima di uva per ettaro | 130 q.               |
| resa massima di uva in vino    | 70%                  |

### Cabernet
È prevista anche la versione Frizzante
| uvaggio                        | Cabernet Sauvignon 85% minimo |
| titolo alcolometrico minimo    | 11,00% vol.                   |
| acidità totale minima          | 4,50 g/l.                     |
| estratto secco minimo          | 16,00 g/l                     |
| resa massima di uva per ettaro | 130 q.                        |
| resa massima di uva in vino    | 70%                           |

### Franconia
È prevista anche la versione Frizzante
| uvaggio                        | Franconia 85% minimo |
| titolo alcolometrico minimo    | 11,00% vol.          |
| acidità totale minima          | 4,50 g/l.            |
| estratto secco minimo          | 16,00 g/l            |
| resa massima di uva per ettaro | 130 q.               |
| resa massima di uva in vino    | 70%                  |

### Incrocio Terzi
È prevista anche la versione Frizzante
| uvaggio                        | Incrocio Terzi 85% minimo |
| titolo alcolometrico minimo    | 11,00% vol.               |
| acidità totale minima          | 4,50 g/l.                 |
| estratto secco minimo          | 16,00 g/l                 |
| resa massima di uva per ettaro | 130 q.                    |
| resa massima di uva in vino    | 70%                       |

### Spumante
Da extra brut a secco.
| uvaggio                        | Chardonnay, Pinot bianco, Pinot nero, Incrocio Manzoni, Pinot grigio, anche congiuntamente |
| titolo alcolometrico minimo    | 11,00% vol.                                                                                |
| acidità totale minima          | 5,50 g/l.                                                                                  |
| estratto secco minimo          | 15,00 g/l                                                                                  |
| resa massima di uva per ettaro | 120 q.                                                                                     |
| resa massima di uva in vino    | 70%                                                                                        |

### Novello
| uvaggio                        | Merlot, Cabernet Sauvignon, Franconia, incrocio Terzi, anche congiuntamente |
| titolo alcolometrico minimo    | 11,00%                                                                      |
| acidità totale minima          | 4,50 g/l.                                                                   |
| estratto secco minimo          | 16,00 g/l                                                                   |
| zuccheri residui               | 10,00 g/l minimo                                                            |
| resa massima di uva per ettaro | 130 q.                                                                      |
| resa massima di uva in vino    | 70%                                                                         |